# Beija-flor-de-pescoço-vermelho
Colibri-de-garganta-rubi ou beija-flor-de-garganta-rubi (Archilochus colubris)
O beija-flor-de-pescoço-vermelho, beija-flor-de-garganta-rubi ou colibri-de-garganta-rubi (Archilochus colubris) é uma espécie de colibri que geralmente passa o inverno na América Central e que durante o verão migra para para a América do Norte para se reproduzir. É a espécie de colibri mais comum na América do Norte a leste do Rio Mississipi.